# Palazzo Citterio
Palazzo Citterio è un palazzo settecentesco di Milano che, dal 6 dicembre 2024, è sede delle collezioni otto-novecentesche della pinacoteca di Brera.

## Storia
Il palazzo venne costruito per la famiglia Citterio, originaria dell'alessandrino ma trasferitasi da tempo a Milano, nel secolo XVIII ed è prima acquistato dai Fürstenberg e poi dai banchieri Rosenberg Colorni. Viene acquistato, nel 1972, dallo Stato come parte del progetto della Grande Brera, così da esporvi parte delle collezioni mantenute nel Palazzo di Brera e anche come sede per aule e uffici.
A tal fine già negli anni '80 vengono intrapresi dei lavori di restauro e di ripensamento degli spazi e tra il 2012 e il 2018 vi è la parte più importante di essi, sotto la direzione di James Bradburne e di Angelo Crespi che, direttore nel 2024, vede la loro fine, con gli ultimi lavori per l'aria condizionata, il rafforzamento della struttura e degli allestimenti nuovi imbastiti tra giugno e ottobre.
I lavori però sono durati molto e piagati da vari problemi: dopo un'apertura provvisoria per una mostra di Paul McCarthy viene occupato, il 19 maggio 2012, dal centro sociale Macao, appena sgomberato dalla polizia dalla Torre Galfa: vengono mandati via il 22 maggio con un grande intervento di polizia, carabinieri e anche dell'Esercito italiano.
Dal dicembre 2024 ha al suo interno tutti i quadri della collezione braidense dipinti dopo il 1861, con opere di artisti come Boccioni, Morandi e Picasso.

## Architettura
Classico palazzo nobiliare del suo tempo, da su via Brera e sul davanti vi sono dei balconi eleganti di ferro con degli arabeschi. Si entra dal piano terra, dove si trova la biglietteria, e nel vecchio cortile si trova un tempietto di legno, ispirato allo Sposalizio della Vergine di Raffaello che è stato donato dal Salone del Mobile.

## Collezioni
All'ingresso, nella biglietteria, si trova un tavolo-scultura dalle linee curve, che è sede anche della libreria.
Da uno scalone monumentale è possibile accedere ad altri tre piani: il primo, quello nobile, ha una sala progettata da Isabella Marini dove si trova il quadro "Fiumana" di Giuseppe Pellizza da Volpedo, studio del più noto "Il quarto stato", oltre alle due collezioni permanenti, ossia quella Jesi, posta verso via Brera, e quella Vitali, posta verso il giardino confinante con l'Orto botanico.
Al piano interrato e al secondo piano si trovano le mostre temporanee.

### Autori in mostra[8]
- Afro Basaldella (1912-1976)
- Giovanni Boldini (1842-1931)
- Pierre Bonnard (1867-1947)
- Gino Bonichi (1904-1933)
- Umberto Boccioni (1882-1916)
- Renato Birolli (1905-1959)
- Georges Braque (1882-1963)
- Massimo Campigli (1895-1971)
- Carlo Carrà (1881-1966)
- Adriano Cecioni (1836-1886)
- Giorgio De Chirico (1888-1978)
- Filippo De Pisis (1896-1956)
- Maurice Estève (1904-2001)
- Silvestro Lega (1826-1895)
- Osvaldo Licini (1894-1958)
- Mario Mafai (1902-1965)
- Antonietta Raphael de Simon Mafai (1895-1975)
- Marino Marini (1901-1980)
- Arturo Martini (1889-1947)
- Amedeo Modigliani (1884-1920)
- Giorgio Morandi (1890-1964)
- Pablo Picasso (1881-1973)
- Giuseppe Pellizza da Volpedo (1868-1907)
- Gaetano Previati (1852-1920)
- Serge Poliakoff (1900-1969)
- Odilon Redon (1840-1916)
- Ottone Rosai (1895-1957)
- Alberto Savinio (1891-1952)
- Gino Severini (1883-1966)
- Mario Sironi (1885-1961)
- Ardengo Soffici (1879-1964)
- Theo van Rysselberghe (1862-1926)
- Otto Wolfgang Schulze (1913-1951)

Per l'arte antica vi sono opere di Leonardo da Vinci, di Alberto Sozio, del maestro della pala Poldi Pezzoli e di San Martino alla Palma.